# Kálmán Ihász
Kálmán Ihász (Budapest, Hungría, 6 de marzo de 1941-31 de enero de 2019) fue un futbolista húngaro. Se desempeñaba en la posición de defensa.
Jugó durante toda su carrera en el Vasas SC. Asimismo, participó en las Copas Mundiales de Fútbol de 1962 y 1966 y en la Eurocopa 1964. Ganó también la medalla de oro en el torneo de los Juegos Olímpicos de Tokio 1964.
Su primo es el cantante Gjon Delhusa. 
Falleció el 31 de enero de 2019, a los 77 años de edad.

## Trayectoria

### Trayectoria
| Club     | País    | Temporadas | Partidos | Goles |
| -------- | ------- | ---------- | -------- | ----- |
| Vasas SC | Hungría | 1958-72    | 363      | 19    |